# Sphaerantia
Sphaerantia är ett släkte av myrtenväxter. Sphaerantia ingår i familjen myrtenväxter.
Kladogram enligt Catalogue of Life:
| Sphaerantia | \| \| Sphaerantia chartacea \| \| \| \| \| \| Sphaerantia discolor \| \| \| \| |
|             | \| \| Sphaerantia chartacea \| \| \| \| \| \| Sphaerantia discolor \| \| \| \| |
|             | Sphaerantia chartacea                                                          |
|             |                                                                                |
|             | Sphaerantia discolor                                                           |
|             |                                                                                |